# Große Moschee von Herat
Die Große Moschee von Herat (arabisch مَـسْـجِـد الْـجَـامِـع هـرَات Masjid al-Jāmi‘ Herāt), auch Masjid-i Jāmi‘ (persisch مَسجدِ جَامع) oder «Jami Masjid von Herat» bekannt, ist eine Moschee in der Stadt Herat in der gleichnamigen Provinz im Nordwesten Afghanistans. Erbaut wurde sie von den Ghuriden unter der Herrschaft von Sultan Ghiyath al-Din Muhammad Ghori, der 1200 n. Chr. die Grundfesten errichten ließ, und wurde später von verschiedenen Herrschern ausgebaut – darunter die Timuriden, Safawiden, Mogule und dann die Usbeken, wovon alle das Bauprojekt unterstützten. Auch wenn viele der glasierten Ziegel im Laufe der Jahrhunderte ersetzt wurden, stammt die heutige Gestalt der Freitagsmoschee aus dem späten 15. Jahrhundert.
Abgesehen von zahlreichen kleinen Moscheen für das tägliche Gebet haben die meisten Gemeinden in der islamischen Welt eine größere Moschee für das Freitagsgebet mit der anschließenden Predigt. Die Jama Masjid war aber nicht immer die größte Moschee in der Stadt; ein deutlich größerer Komplex war die Moschee und Madressa von Gawharshad, ebenfalls von den Timuriden erbaut, welche im Norden von Herat stand. Diese Monumente wurden jedoch durch Offiziere der Britisch-Indischen Armee 1885 gesprengt, um zu verhindern, dass Russland sie als Festung nutzen konnte, um in Indien einzufallen.

## Geschichte
Die Masjid-i Jami von Herat, die erste Freitagsmoschee der Stadt, wurde am Ort von zwei kleineren Zoroastrischen Feuertempeln errichtet, welche durch Erdbeben und Feuer zerstört worden waren. 1200 begann der Ghuridische Führer Ghiyas al-Din Ghori mit dem Bau, nach seinem Tod wurde das Projekt von seinem Bruder und Nachfolger Muhammad von Ghor fortgeführt. Dies wird nicht nur durch eine Inschrift beim östlichen Eingang, welche 1964 bei Restaurierungsarbeiten entdeckt wurde, sondern auch durch den Timuridischen Geschichtsschreiber Khwandamir (ca. 1475 bis ca. 1535) in dessen Khulasat al-Akhbar bestätigt.

### Timuriden
1221 nahm Dschingis Khan die Provinz ein und wie ein Großteil der Stadt Herat fiel auch die damals noch kleine Moschee den Feinden zu Opfer. Erst 1245 wurden unter Sham al-Din Kart Versuche unternommen, das Gebäude wiederaufzubauen, aber eigentliche Bauarbeiten fanden bis 1306 keine statt. Ein verheerendes Erdbeben 1364 ließ die Moschee beinahe vollständig zerstört zurück, auch wenn ein paar Versuche gestartet wurden, sie wiederherzustellen. Nach 1397 legte der damalige Herrscher den Fokus des Wachstums von Herat wieder auf den nördlichen Teil; dies sowie der Bau einer neuen Freitagsmoschee in Gawhar Shads Musalla bedeutete das Ende der königlichen Unterstützung für die Masjid-i Jami. Mit einem gänzlich neuen Gebäude und zugehörigen Gärten wurde das zerstörte Gebetshaus ersetzt, alles auf Wunsch von Jallal al-Din Firuzshan, einer der prominentesten Emire unter Schāh Ruch (1405–1444). Allein die Verzierungen brauchten über fünf Jahre bis zu ihrer Vollendigung, da der Emir dafür Arbeiter aus dem ganzen Reich bestellte. Die Moschee wurde später unter dem Mogulreich nochmals renoviert, als Prinz Khurram (Shah Jahan) um die Kontrolle der Region gegen usbekische Sippen ankämpfte.

### Moderne Entwicklungen
Wenig der mittelalterlichen Moschee ist noch übrig, nach den anglo-afghanischen Kriegen war ein Großteil des Gebäudes in Trümmern. Ein Projekt von 1945 veranlasste den Wiederaufbau der Wände und Räume, die Ausweitung der nordöstlichen Sektion von ungefähr 101 auf 121 Meter sowie die Auswechslung von teuren Materialien aus den mittelalterlichen Timuriden- und Mogulreichen mit lokal verfügbaren, billigen Stoffen. Insgesamt haben die zahlreichen Wiederaufbauten und Restaurierungen wenig von der ursprünglichen Moschee übriggelassen. Trotzdem blieb der Ghuridische Eingang südlich vom Haupteingang mit der Inschrift bestehen.
2012 versprachen fünfzig Afghanische Händler finanzielle Mittel für die Renovation der Großen Moschee.

## Beschreibung
Die Große Moschee ist im traditionellen, rechteckigen Iwan-Muster angelegt, mit drei Wänden und einem riesigen Innenhof. Ein Teil der originalen Verzierung ist in der zentralen Sektion geblieben, ein Großteil wurde aber ersetzt.

## Galerie

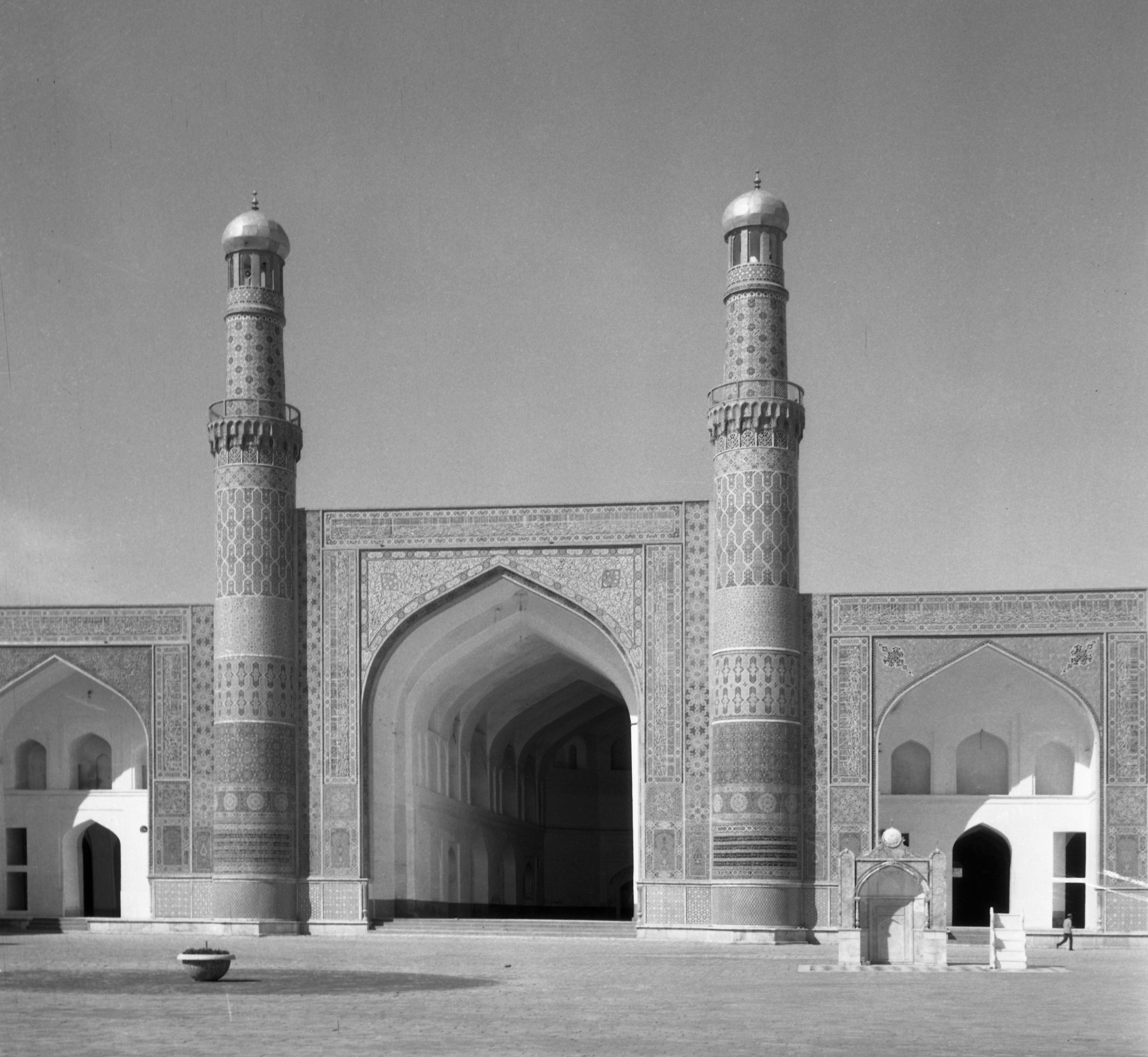
1962
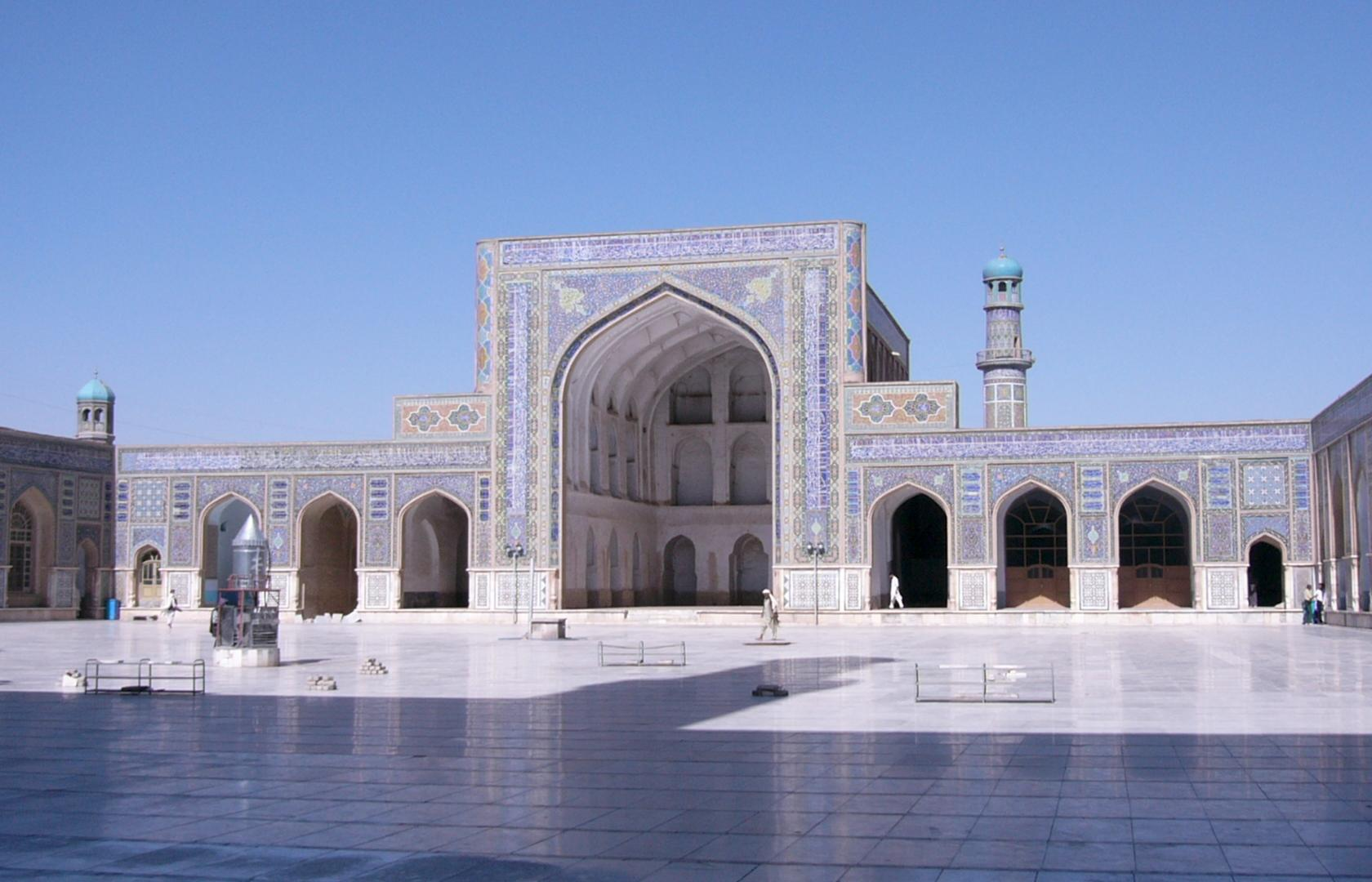
2004
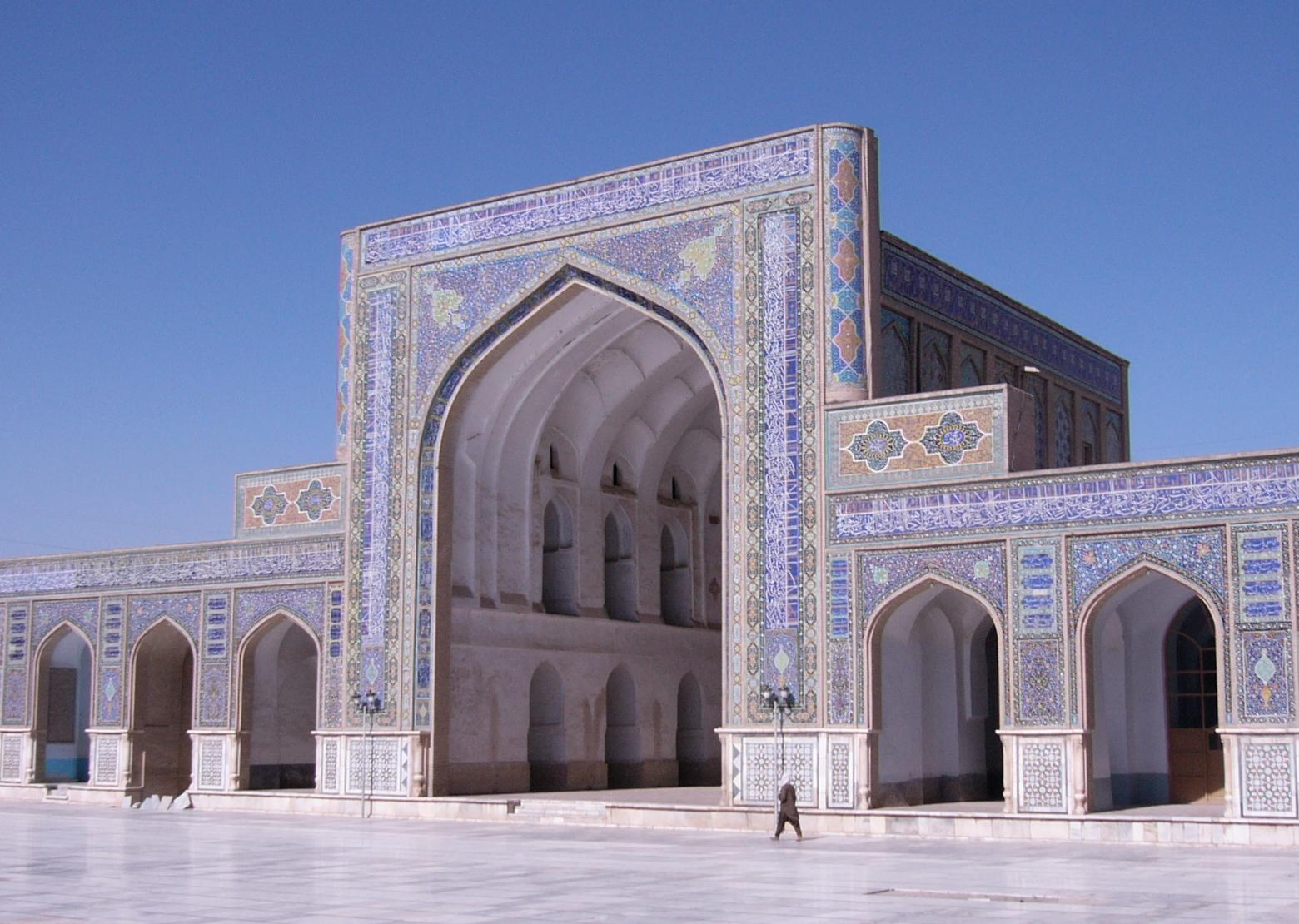
2004
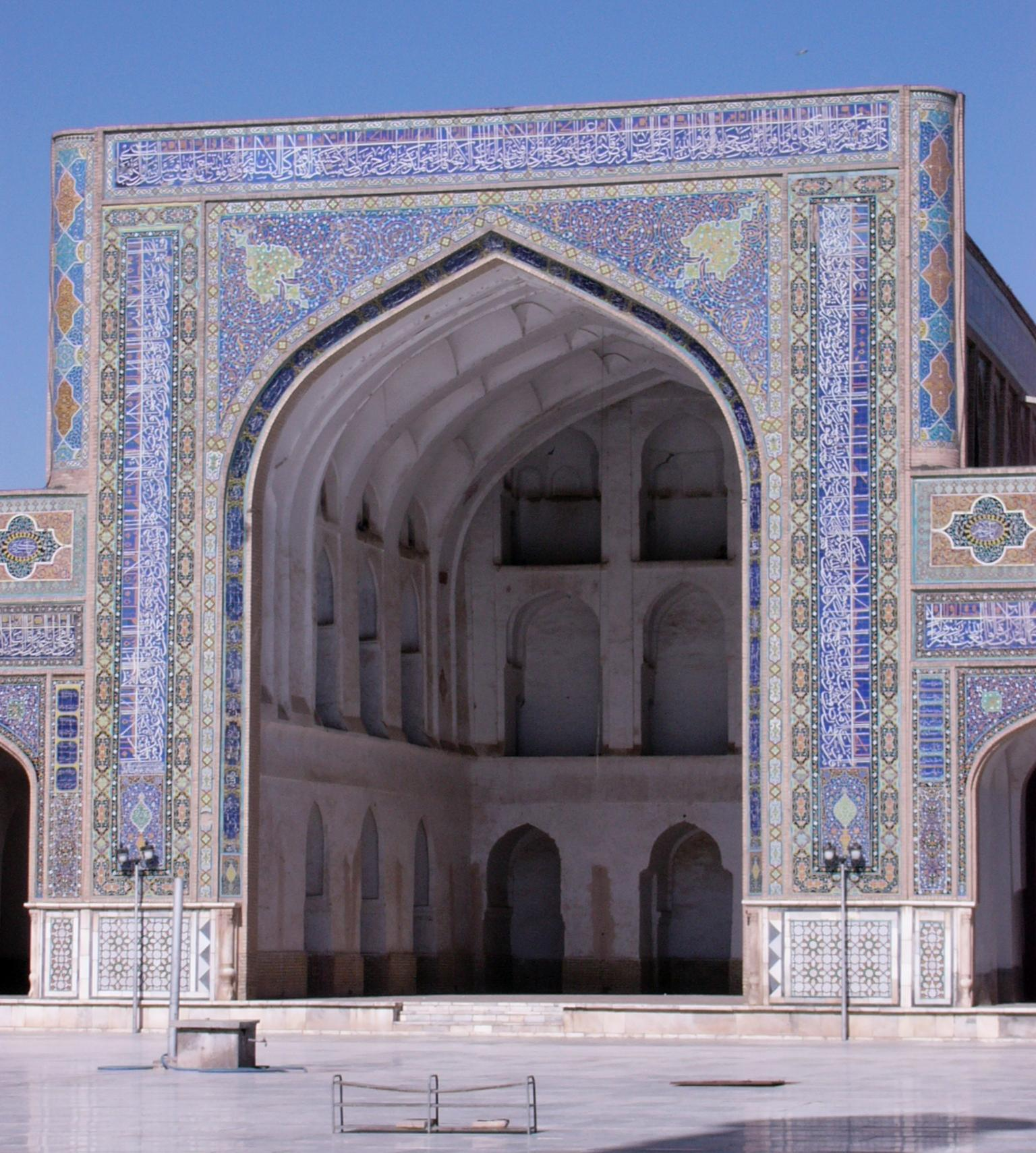
2004
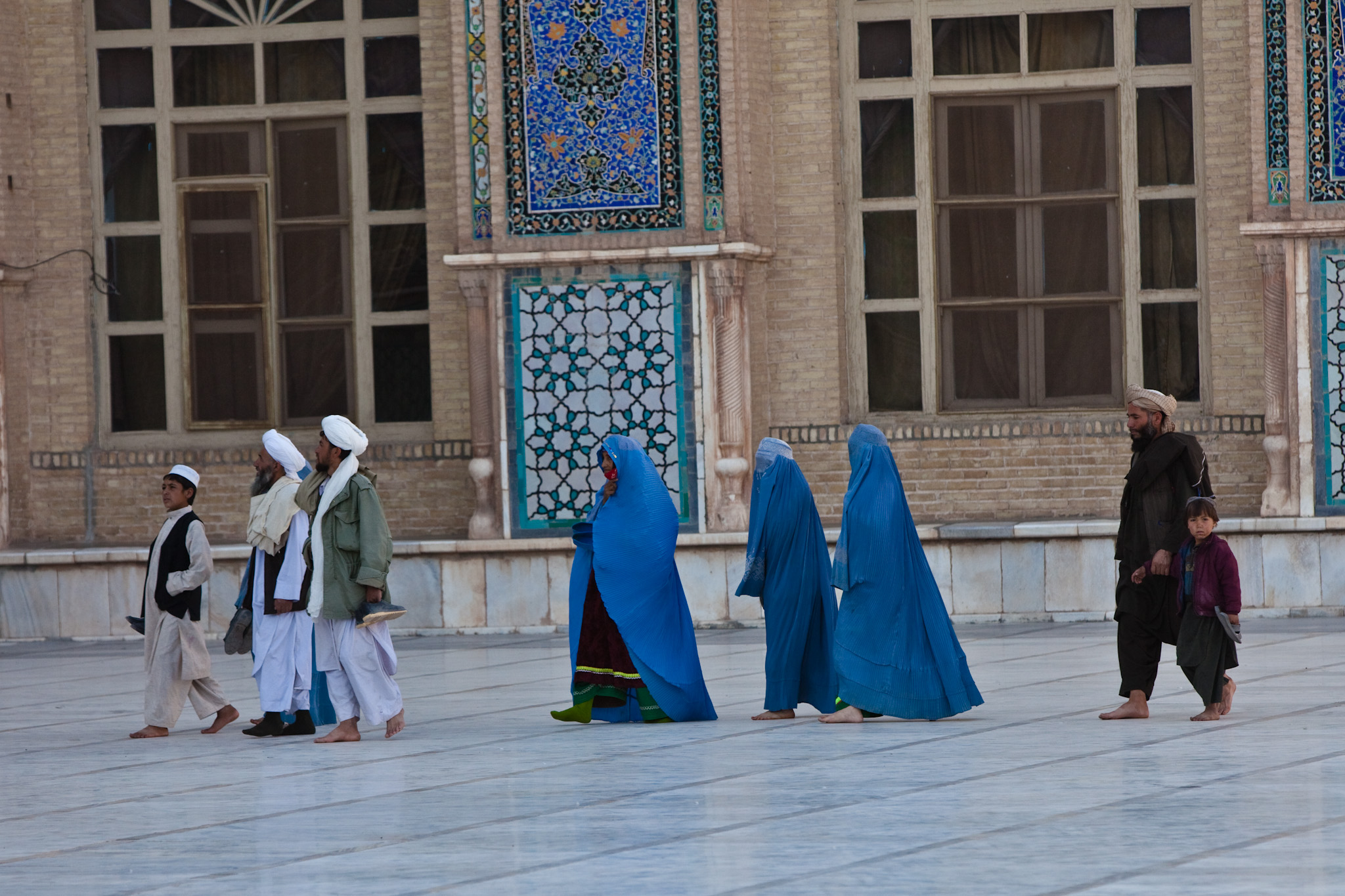
2009
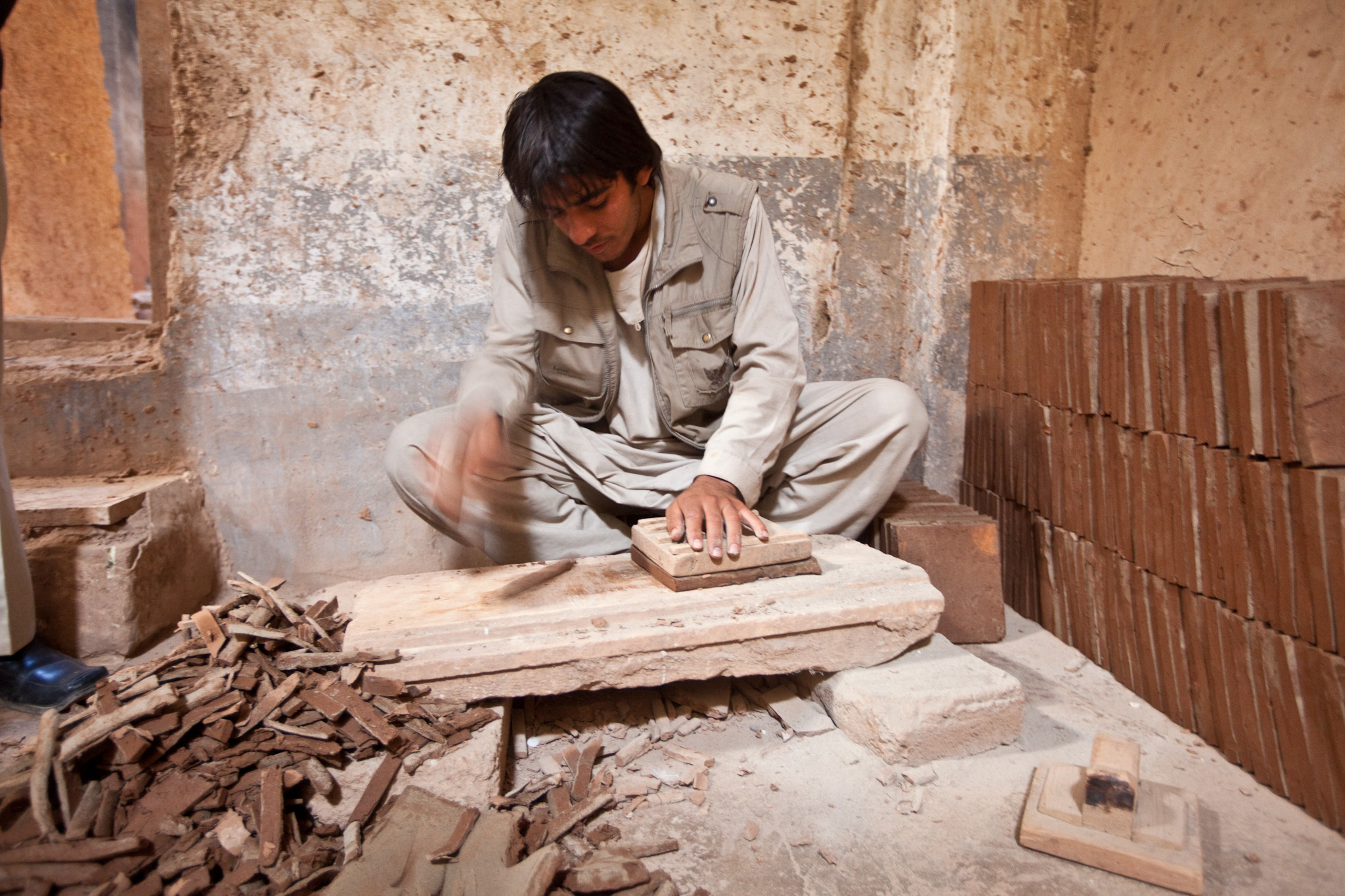
Mosaikarbeiter, 2009
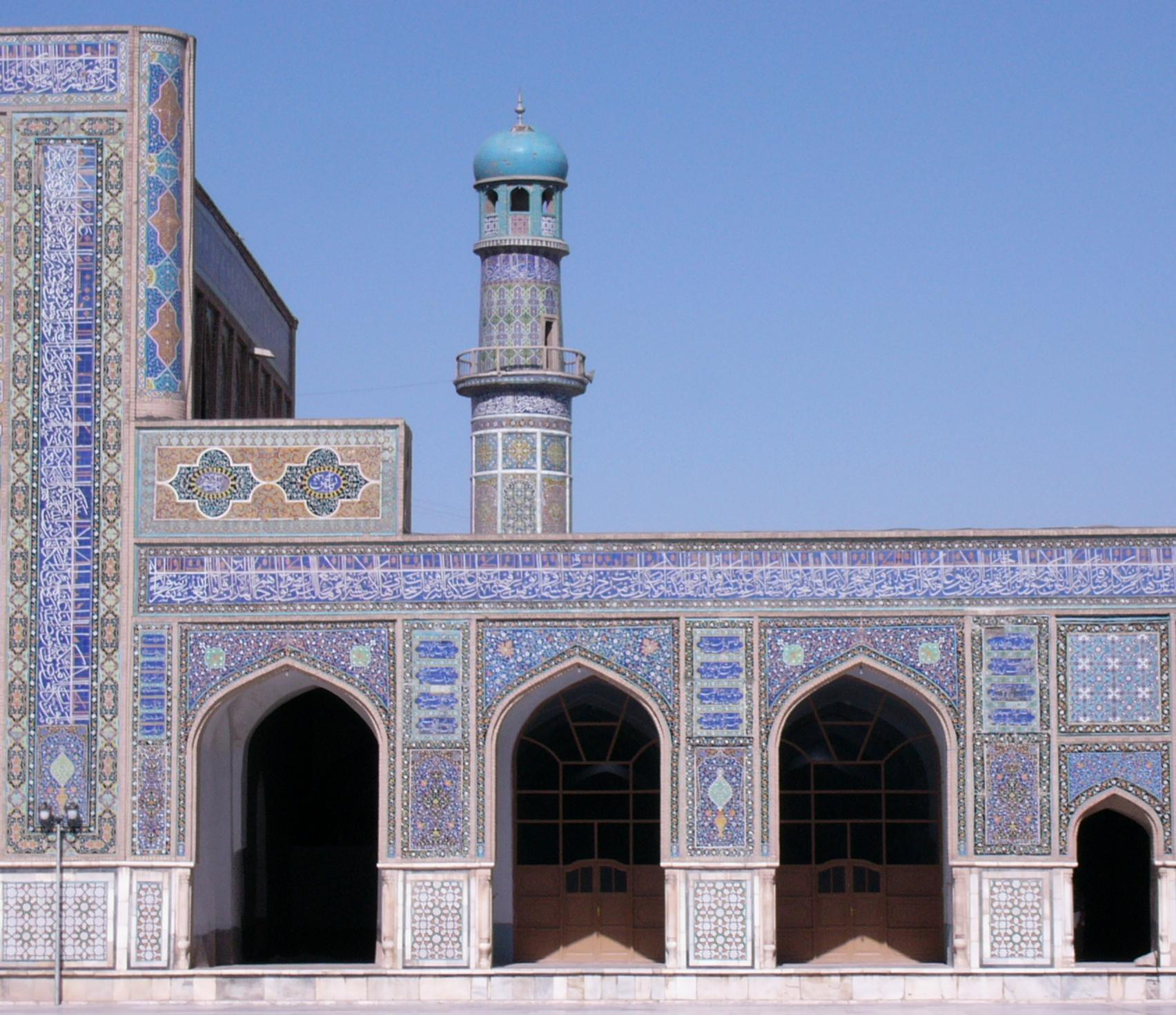
2004
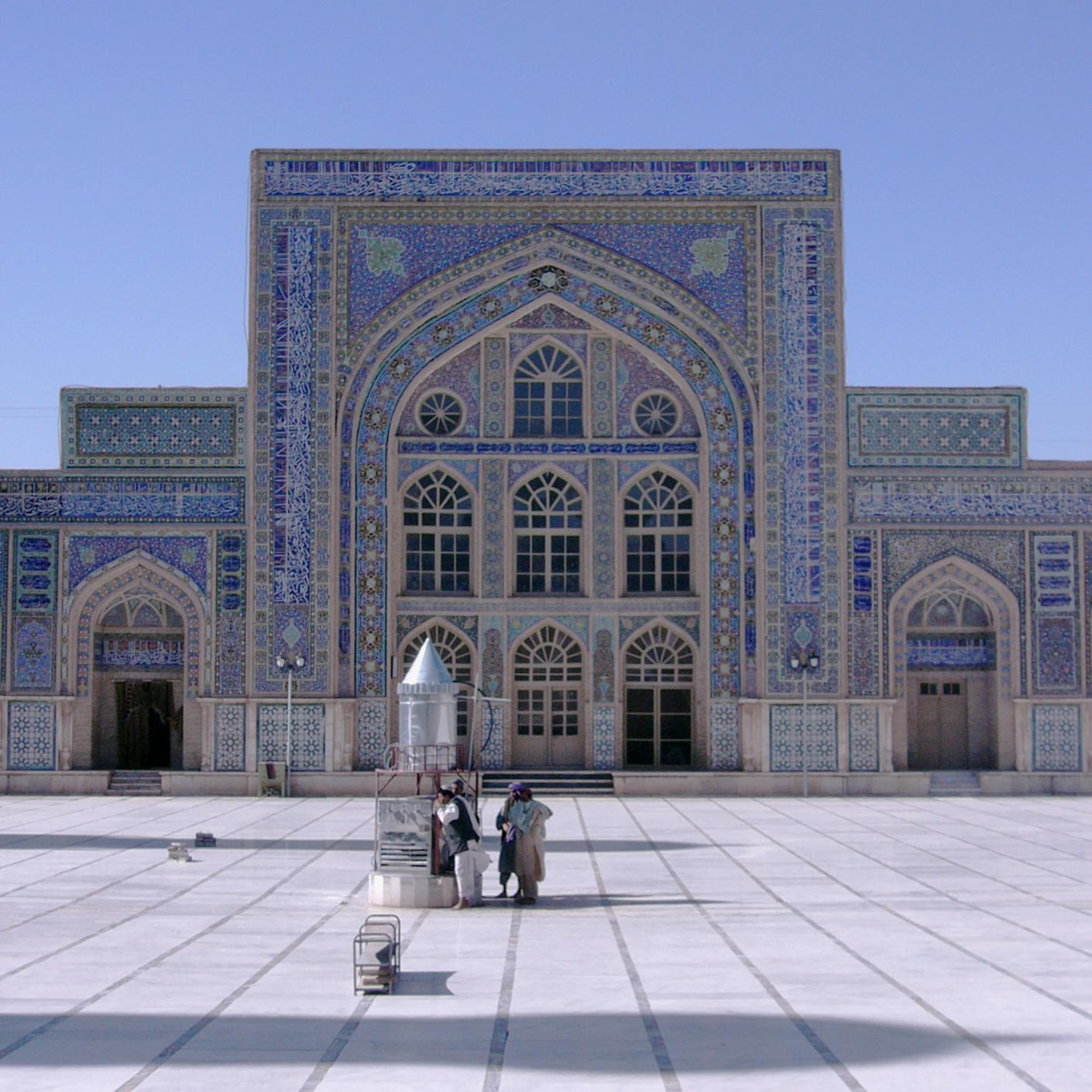
2004
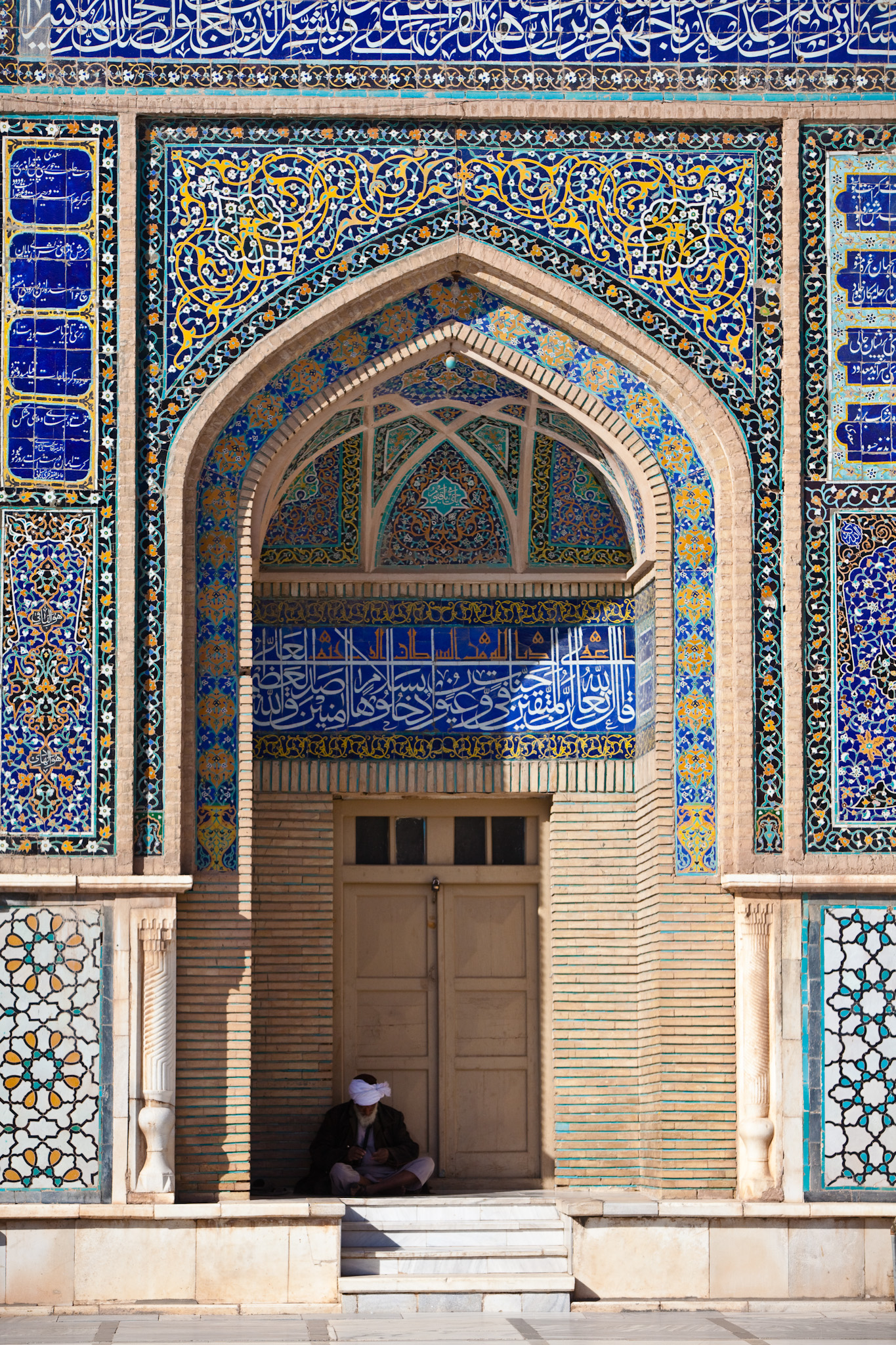
2009
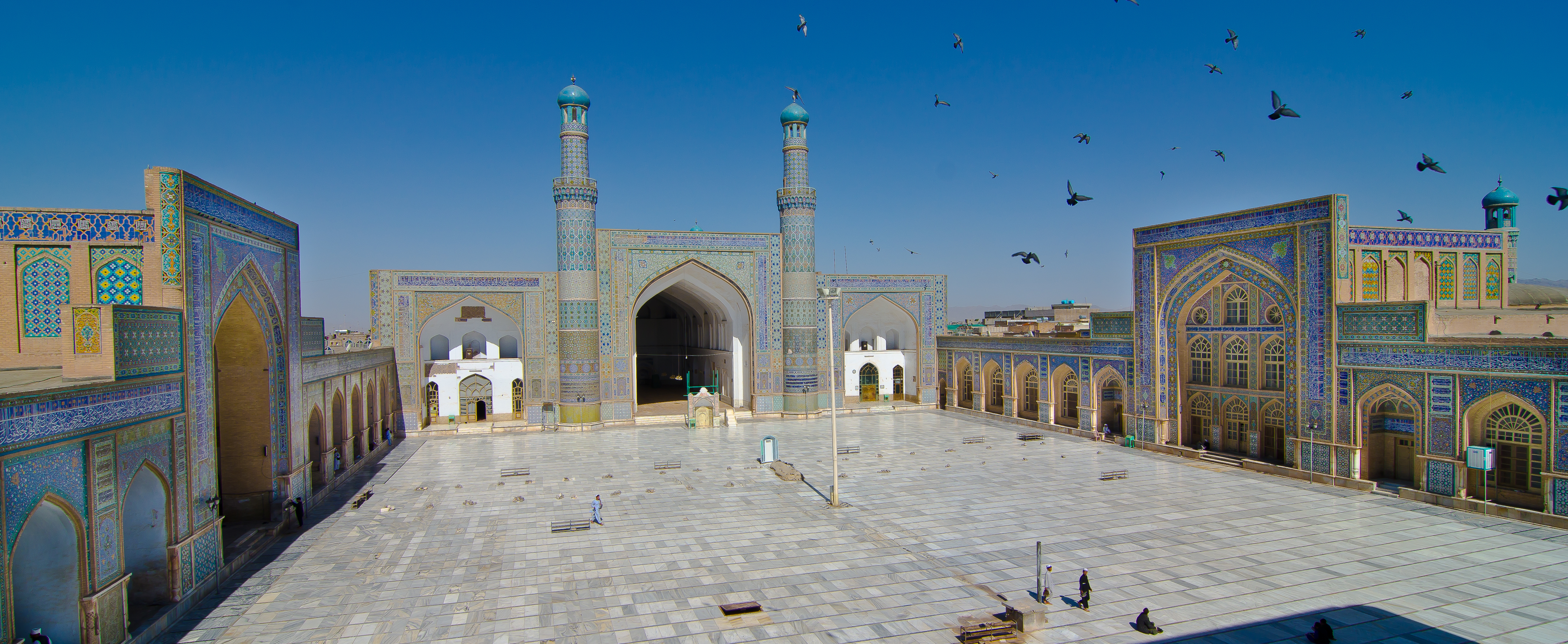
2011
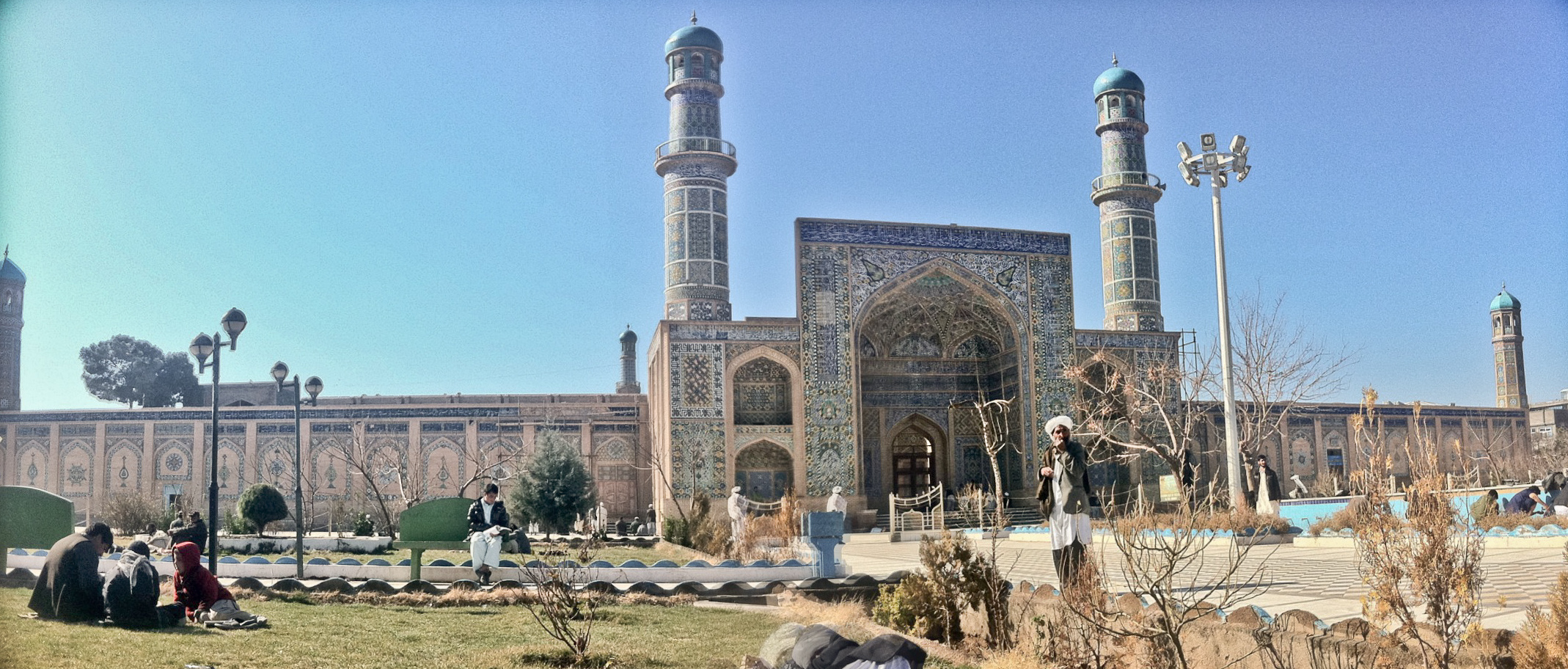
2011